# Dizzy (låt av Tommy Roe)
Dizzy är en låt som lanserades på singel av Tommy Roe 1969. Den skrevs av Roe tillsammans med Freddy Weller. Låten kom att bli Roes största framgång då den lyckades toppa singellistorna i både USA och Storbritannien, och den blev även en hit i många andra europeiska länder. Låten innebar också en kommersiell nytändning för Roe som inte haft någon riktigt stor hit sedan 1966 med "Hooray for Hazel".

## Listplaceringar
| Lista (1969)   | Position              |
| -------------- | --------------------- |
| Australien     | 2 (Go Set)            |
| Danmark        | 1 (DR "Top Ti")       |
| Finland        | 34                    |
| Irland         | 2                     |
| Kanada         | 1 (RPM)               |
| Nederländerna  | 6                     |
| Norge          | 4 (VG-lista)          |
| Nya Zeeland    | 5 (NZ Listner)        |
| Schweiz        | 2                     |
| Storbritannien | 1                     |
| Sverige        | 9 (Kvällstoppen)      |
| Sverige        | 4 (Tio i topp)        |
| USA            | 1 (Billboard Hot 100) |
| Västtyskland   | 4                     |
| Österrike      | 3                     |